# ちょーちんあんこー
ちょーちんあんこーは、日本の女性お笑いコンビ。所属事務所はオスカープロモーション所属→フリーを経て、2020年1月からラフィーネプロモーション所属。
- ひぃ（1981年9月26日（43歳） - ）
  - 本名：大野 仁美（おおの ひとみ）[4]
  - 東京都三鷹市出身[4]。身長172cm、B88cm、W63cm、H88cm。血液型A型。
  - 趣味はダンス。特技は歌と、寿司100貫食したことがあるほどの大食い[5]  氷結無糖ウメが好き。
  - （期間限定に浮気することがよくある）
  - 東京家政大学附属女子高等学校卒[4]、亜細亜大学卒業[6]。
  - かつてはシンガーとして活動していたことがあった他、幹てつやが総合プロデュースを務めたユニット『MPガールズ』のメンバーとして、りか（アントワネット）、葵るこらと共に活動。なお、他の2人はコンビ「ベルサイユ」としても活動していた。
  - 2008年9月に上野あいみとの前コンビ「すっとんきょ」を結成。すっとんきょ時代は松竹芸能に所属していた。2010年12月から、ひぃの体調不良によりコンビでの活動を休止していたが、2011年2月、ブログにて解散を発表した[7]。
  - 上の歯が出ている（すっとんきょ時代、当時の相方・上野にネタにされることがあった）。
  - 憧れの芸人は海原やすよ・ともこ[8]。
  - じゅんこにとってのひぃの第一印象は「黒くてでかくてメスゴリラみたい」というもので[1]、今でもこのことをネタにすることがある。
  - エンターテイメント集団「大塚ドリームSHOW」の公演にも出演。2021年4月、日向カンナがプロデュースしてメンバーとしても活動する、大塚ドリームSHOWの出演者からなるユニット「Attack」に加入。同年、Attackは第5回女芸人No.1決定戦 THE Wにて準決勝進出[9]。

- じゅんこBAN!BAN!（じゅんこバンバン、1979年1月26日（46歳） - ）
  - 本名：川上 潤子（かわかみ じゅんこ）[10]
  - 東京都東村山市出身[10]。身長155cm、血液型A型。足のサイズ24cm
  - 三味線と歌が出来る[11]。
  - 2008年にオスカープロモーション傘下の養成所「オスカーコメディーファクトリー」に入り、芸人活動を始める、コンビ「リップクリーム」→ ピン芸人「じゅんこBAN!BAN!」→ コンビ「でじゃぶ」（2013年結成）と活動形態を変えて来ている（「でじゃぶ」時代の相方は、これ以前にふるやいなや（現スーパーニュウニュウ）のとコンビ「あげものわっしょい」で活動していた）。
  - ものまね芸人のふじきイェイ!イェイ!は「師匠」[12]。2011年11月に、そのふじきから「じゅんこBAN!BAN!」という、ふじきと同タイプの芸名[11]をもらい、本名から改名した[13]。
  - 好きな芸人はサンドウィッチマン、キャイ〜ン。目標としているのはアジアン、海原やすよ・ともこ[8]。

## 来歴
ひぃはすっとんきょ解散後、活動休止期間を挟んでオスカープロモーションに移籍。ひぃ曰く、オスカーの女芸人の中に「下ネタを話すヤバい奴がいるけど、組んだら楽しいかも」と思ってひぃから誘って2014年6月頃に結成。
2017年12月18日開催の事務所ライブ「オスカーチャンピオンシップ2017」で、初の年間優勝を果たす。2019年5月、事務所のお笑い部門閉鎖に伴い退社し、フリーとなる。2020年1月から、ラフィーネプロモーション所属となる。

## 芸風
ネタは漫才の他、コント（ショートコント）も演じている。じゅんこ曰く「台本ネタだとあまりウケないので、型にハマらない漫才」ということで、アドリブや毒舌トークで暴走することもあり、ひぃはそんなじゅんこを止める役割だとも話している。じゅんこは、時間が長めの漫才が得意と話している。ネタの前に「私、黒くてでかい方がひぃちゃんで」「中途半端なおデブのじゅんこBANANBAN、やかましいわ！」と主に挨拶をしている。ネタ中にもじゅんこは頻繁に「やかましいわ！」という台詞を発している（自分のボケに自分でツッコむという形）。
物真似を織り交ぜた漫才を披露することもあり、ひぃはLiLiCo、大林素子などの物真似を行っている。一方、じゅんこには泉ピン子などの物真似ネタがあり、他に二人一緒に倖田來未の物真似を演じるなどがある。2015年9月10日放送『お願い!ランキング』（テレビ朝日）の「クリカンのスパルタものまね塾」コーナーに出演した時に、栗田貫一に「漫才の中に物真似を織り込め」とアドバイスされたことがあった。

## 出演

### テレビ
- お願い!ランキング（2015年9月10日、テレビ朝日）- 「クリカンのスパルタものまね塾」コーナー
- ウチのガヤがすみません!（2017年12月26日・2018年3月6日、日本テレビ）
- 東京らふストーリー（2018年5月11日[20]・7月6日[21]、テレビ朝日）
- Heaven? 〜ご苦楽レストラン〜（TBSテレビ） - コロッケ屋のおばちゃん 役[22]（ じゅんこのみ）
  - 第3話（2019年7月23日）
  - 第4話（2019年7月30日）
  - 第6話（2019年8月13日）
- トップをねらわない店～1ヵ月おじゃまシマス～（2019年12月21日、フジテレビ） - 山田うどん1ヵ月密着レポーターとして出演[23]（ ひぃのみ）
- Dreamドライヴ お笑いネタ祭り（2020年1月28日（AM4:00 - 4:30）、TOKYO MX）
- キズナキルナ（2021年12月27日（23:10 - 0:10）、TBSテレビ）- [24]

### ウェブテレビ
- チャンスの時間（AbemaTV 2019年6月12日[25]、AbemaTV）

### ラジオ
- Dreamドライヴ（2018年5月 -、レインボータウンエフエム放送） - 火曜レギュラー

### 映画
- 迷子のまいこのお兄さん（監督：柳圭介 製作：柳編集室 2018年4月）（ じゅんこのみ）
- 99.9-刑事専門弁護士-THE MOVIE（2021年12月30日、松竹）（じゅんこBAN!BAN!）

ひぃのすっとんきょ時代の出演については、すっとんきょ#出演の節を参照。